# 1,2-Diethylhydrazin
1,2-Diethylhydrazin ist eine chemische Verbindung aus der Gruppe der Hydrazinderivate und isomer zu 1,1-Diethylhydrazin.

## Gewinnung und Darstellung
1,2-Diethylhydrazin kann durch Umsetzung von Acetaldehyd mit Hydrazin und anschließender Reduktion des 1,2-Diethylidenhydrazins mit Lithiumaluminiumhydrid in Diethylether gewonnen werden.

## Eigenschaften
1,2-Diethylhydrazin ist eine farblose Flüssigkeit, die mischbar mit Wasser ist.

## Verwendung
1,2-Diethylhydrazin wird als Entwickler in der Fotografie und als Zwischenprodukt zur Herstellung von anderen Chemikalien verwendet. Das Dihydrochlorid wird ebenfalls in der Synthese von Pyrazolen, Pyrazolidinen und Phthalazinen verwendet.

## Sicherheitshinweise
1,2-Diethylhydrazin löst im Tierversuch Krebs aus.

## Regulierung
Über den Safe Drinking Water and Toxic Enforcement Act of 1986 besteht in Kalifornien seit dem 1. Januar 1988 eine Kennzeichnungspflicht für Produkte, die 1,2-Diethylhydrazin enthalten.

## Externe Links zu erwähnten Verbindungen
1. ↑  Externe Identifikatoren von bzw. Datenbank-Links zu 1,1-Diethylhydrazin:  CAS-Nr.: 616-40-0, PubChem: 69222, ChemSpider: 62435, Wikidata: Q63408830.
2. ↑  Externe Identifikatoren von bzw. Datenbank-Links zu 1,2-Diethylidenhydrazin:  CAS-Nr.: 592-56-3, PubChem: 9571063, ChemSpider: 10445982, Wikidata: Q131363056.